# Can Torrella del Mas
Can Torrella del Mas és una masia de Terrassa (Vallès Occidental) protegida com a bé cultural d'interès local.

## Descripció
El conjunt consta de diversos cossos, el principal d'estructura basilical, format per planta baixa i dos pisos, amb coberta de teula a dues vessants. La façana principal, a migdia, té centrada la porta d'accés, adovellada, d'arc de mig punt, i dues finestres als pisos superiors, d'inspiració gòtica, amb arcs lobulats. A la banda esquerra hi ha un cos avançat que mostra obertures del mateix tipus. A la part posterior hi ha diverses dependències destinades a ús industrial.

## Història
Sembla que l'origen d'aquesta antiga masia, coneguda anteriorment amb el nom de "Mas Bartu", es pot situar vers el segle xv, si bé el seu estat actual reflecteix les successives modificacions efectuades al llarg del temps, en especial les d'època recent. (Datació per font)